# Katemeshi
Katemeshi (糅飯, blandet ris, sjældent: 糧飯, næringsris) er en gruppe af japanske risretter.
I Taishou-perioden (1912-1926) var ris forholdsmæssig dyr, og det var derfor knap nok muligt at spise den rent, men derimod oftest blandet med grøntsager eller korn. I begyndelsen af Showa-perioden (1926-1989) var rene, kogte hvide ris tilsvarende luksusmad, der var forbeholdt festdage. Til daglig blandede man først og fremmest byg (mugi-meshi eller haku-meshi, bygris) eller bygkorn (hikiwarii, retten hed wari-meshi) med risen i forskelligt omfang. Der blev dog også benyttet hirse til risen (kibi-meshi), idet Almindelig Hirse blev foretrukket, mens risblandingen med Japanhirse blev anset for at være de fattiges ret, da den blev betragtet som uanseelig, og fordi risene ikke klæbede så godt. Hirse, der blev aflejret i toppen under kogningen, blev taget med til markarbejde. Risen nede i gryden var mest for børnene. Andre ingredienser var f.eks. kartofler, sødekartofler eller tørrede radiseblade (hiba). Daikon-meshi (radiseris) blev spist om vinteren i mangel af andre ingredienser men skal have været uappetitlig.